# Heimito von Doderer
Franz Carl Heimito Ritter von Doderer (Hadersdorf-Weidlingau, afueras de Viena; 5 de septiembre de 1896-Viena, 23 de diciembre de 1966), conocido como Heimito von Doderer, fue un escritor austríaco. Está reconocido como uno de los más importantes escritores de dicho país, y de la posguerra en general.
Su obra se compone de novelas, narraciones, ensayos, poesía y diarios personales. Es especialmente conocido por sus novelas Las escaleras de Strudlhof (Die Strudlhofstiege oder Melzer und die Tiefe der Jahre) y Los demonios. Según la crónica del jefe de sección Geyrenhoff (Die Dämonen. Nach der Chronik des Sektionsrates Geyrenhoff).

## Biografía
Heimito von Doderer nació en el seno de una familia acomodada, que se encontraba entre las más ricas del Imperio austrohúngaro, hijo de Wilhelm Carl von Doderer, arquitecto e ingeniero austríaco y de Wilhelmine von Doderer. Heimito fue el más pequeño de los seis hijos de la familia.
La familia consiguió una gran fortuna gracias al padre, que participó en la construcción de importantes obras públicas de la época, como la construcción del ferrocarril a Bosnia, el ferrocarril entre Villach (Austria) y Jesenice (Eslovenia), el canal de Kiel, la canalización del río Viena y la línea de cercanías de Viena. Todas estas obras tienen una importante presencia en su obra. Sin embargo, tras la Primera Guerra Mundial, la familia perderá una gran parte de su fortuna.
Su peculiar nombre (Heimito) surgió con motivo de un viaje de su madre por España, donde conoció el nombre de Jaime y su diminutivo Jaimito, y le gustó tanto que empezó a llamar a su hijo de ese modo, previamente “germanizándolo” y convirtiéndolo en Heimito.

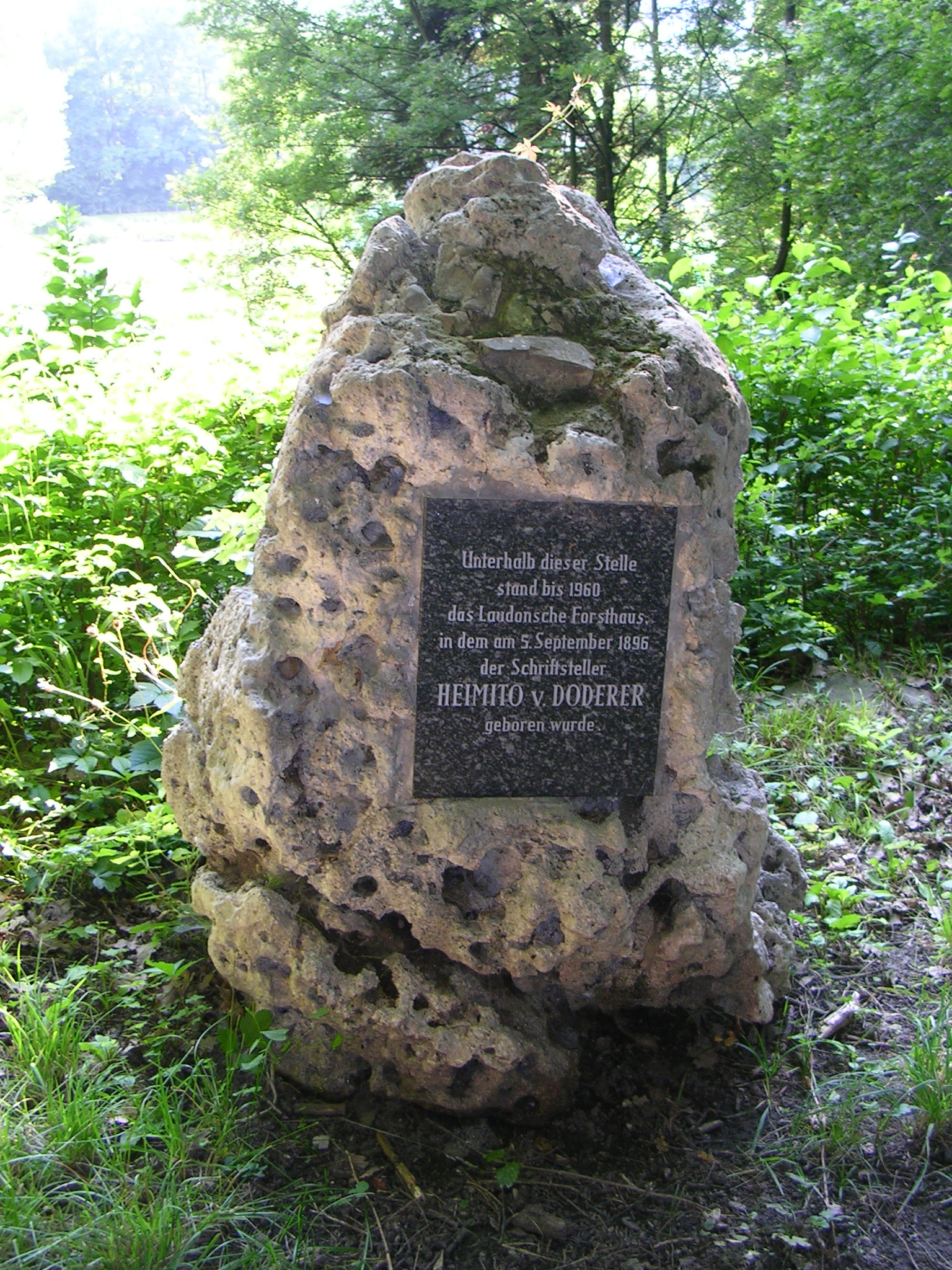
Placa conmemorativa del lugar de nacimiento de Heimito von Doderer, en el lugar donde estuvo su casa.

Heimito nació el 5 de septiembre de 1896 en Laudonschen Forsthaus, en las cercanías de Weidlingau, la que por aquel entonces era residencia de verano de la familia, aunque el resto del año vivía la familia en Viena, en el barrio de Landstraße.
Comenzó sus estudios escolares en el Instituto estatal de la Kundmanngasse en 1902, donde no destacó como estudiante. Tras acabar la etapa escolar se matriculó en Derecho en la Universidad de Viena en el año 1914, aunque con el inicio de la Primera Guerra Mundial quedaron interrumpidos sus estudios.
En 1915 se alistó como voluntario en un regimiento de caballería para combatir en la Primera Guerra Mundial. Posteriormente, en 1916, y ya como soldado de infantería, es destinado en Galitzia (región entre Polonia y Ucrania) y posteriormente en Bukovina. Acabará ese mismo año siendo hecho prisionero de guerra por los rusos, situación en la que pasaría varios años.
De este modo, un mes después de ser capturado, es enviado a Siberia a un campo de prisioneros en las cercanías de Jabárovsk. Curiosamente, es allí donde decide convertirse en escritor y donde redacta sus primeros textos. 
Tras el triunfo de los bolcheviques en Rusia, los prisioneros de guerra son liberados, por lo que comienza su viaje de vuelta a Austria. Sin embargo, los problemas de la recién comenzada guerra civil rusa hicieron que no pudiese llegar a Austria y tuviese que volverse a Siberia junto con otros prisioneros austriacos, en un primer momento siendo concentrado en Novosibirsk y posteriormente en Krasnojarsk. Pese a que fueron apoyados por la Cruz Roja, muchos de los prisioneros austriacos murieron como consecuencia de fiebres tifoideas. Finalmente, en 1920 los prisioneros son definitivamente liberados, y Heimito puede por fin retornar a Viena.
Una vez de nuevo en Viena decide continuar con sus estudios, aunque abandonó los estudios en Derecho para inscribirse en Historia y Psicología. Entre sus profesores, se encuentra Hermann Swoboda, psicólogo que estudió los biorritmos humanos y realizó diversas teorías sobre ciclos físicos de 23 días y ciclos emocionales de 28 días que afectaban al humor y a la salud, cuya influencia se puede ver en la obra de Doderer (como en la novela “Un asesinato que todos cometemos”)
Otras influencias de esta época fueron la vida y el trabajo de Francisco de Asís, así como dos obras: Sexo y carácter de Otto Weininger y La Decadencia de Occidente de Oswald Spengler.
En cuanto a los estudios de Historia se centrará en la Historia de la Edad Media y en la Historia de Viena. Por esta época, comienza a publicar artículos en los periódicos y a trabajar en algunas poesías y una primera novela. 
En el verano de 1921 comenzó una relación con una pianista, Auguste Hasterlik, prometida de un amigo suyo, con la que acabará casándose años más tarde.
En 1923 publicó su primer libro de poemas Gassen und Landschaft, y en 1924 la novela die Bresche, que no tuvieron éxito entre el público. En 1925 concluyó sus estudios con una tesis sobre los escritos históricos en Viena en el siglo XV.
Tras los estudios se dedicará a trabajos periodísticos, pero no le reportarán grandes beneficios, por lo que tuvo que ser apoyado económicamente por sus padres y vivir en el hogar familiar hasta 1928. En 1927 se suicida su hermana Helga. En 1930 publica la novela Das Geheimnis des Reichs, y en el mismo año se casa con Auguste Hasterlik, aunque la relación dura poco y se separan definitivamente en 1932. La separación le produce una profunda crisis personal que le provoca una repentina necesidad de apoyo y de amparo. Esta necesidad se plasma con la entrada en 1933 en el partido Nacional socialista.
Como se ha señalado, Doderer se adhiere en 1933 a la rama austríaca del Partido Nacionalsocialista Alemán de los Trabajadores. Las razones de su entrada en este partido son varias, aunque contradictorias. En primer lugar, y debido a la crisis personal que está sufriendo busca apoyo en el partido. Pero, posiblemente, la razón principal sea el intento de utilizar, como se verá sin éxito, su pertenencia al partido para publicar en periódicos alemanes y encontrar un editor alemán.
Sin embargo, y aunque en la obra de Doderer se descubre su ideología tradicional y conservadora, en ningún momento queda plasmada ninguna idea que pueda ligarle a la ideología nacionalsocialista, lo que lleva a pensar que su entrada en el Partido Nacionalsocialista estaba motivada más por interés que por afinidad política.
En cualquier caso, la entrada al partido está influencia por su hermana Astri y algunos amigos, así como por Gerhard Aichinger, director de un diario del partido Nacional Socialista y en el que publicó historias cortas de Heimito von Doderer. 
En 1936 se muda Doderer a Alemania, donde se establece en Dachau y se afilia en el partido nacionalsocialista alemán. Por estas fechas comienza a trabajar en su novela Die Dämonen. De cualquier modo, a partir de 1936 comienza a alejarse gradualmente del nacionalsocialismo, y acabará convirtiéndose a la Iglesia católica en 1940 (Heimito fue bautizado protestante). Su progresiva catolización le lleva a realizar lecturas más intensivas de la obra de Francisco de Asís, cuyas teorías se muestran en los trabajos de Doderer.
Durante su estancia en Baviera conoce a Emma Maria Thoma, que posteriormente será su segunda mujer. Además, en 1938 logra publicar su primera novela tras encontrar un editor alemán, Un Asesinato que todos cometemos (Ein Mord, den jeder begeht). Posteriormente vuelve a Viena. 
A finales de 1940 es llamado a listas como oficial de reserva de la caballería, aunque en esta ocasión trabaja en la retaguardia en puestos administrativos. Durante la Segunda Guerra Mundial es destacado en diversas ciudades a lo largo del continente europeo, lo que le va a permitir conocer diferentes países. De este modo es enviado primero a Wroclaw (Breslavia), en Polonia, luego a múltiples localidades francesas, donde comienza a escribir Die Strudlhofstiege, y a continuación a Kursk (Rusia), a tres destinos alemanes (Fráncfort del Óder, Wiesbaden, Schongau), dos austriacos (Wiener Neustadt y Bad Vöslau), para acabar siendo enviado a Oslo, donde vive el final de la guerra.
Al acabar la misma, vuelve a ser prisionero de guerra, en esta ocasión de los ingleses, pero a finales de 1945 es liberado y vuelve a Austria.
Al volver a Austria, se encuentra con la prohibición de publicar debido a su pasada pertenencia al partido nacionalsocialista. Por ello, intenta conseguir que se lave su pasado con la ayuda de amigos, lo que finalmente consigue en 1947. En 1948 acaba su novela Die Strudlhofstiege, pero no se publica de momento. 

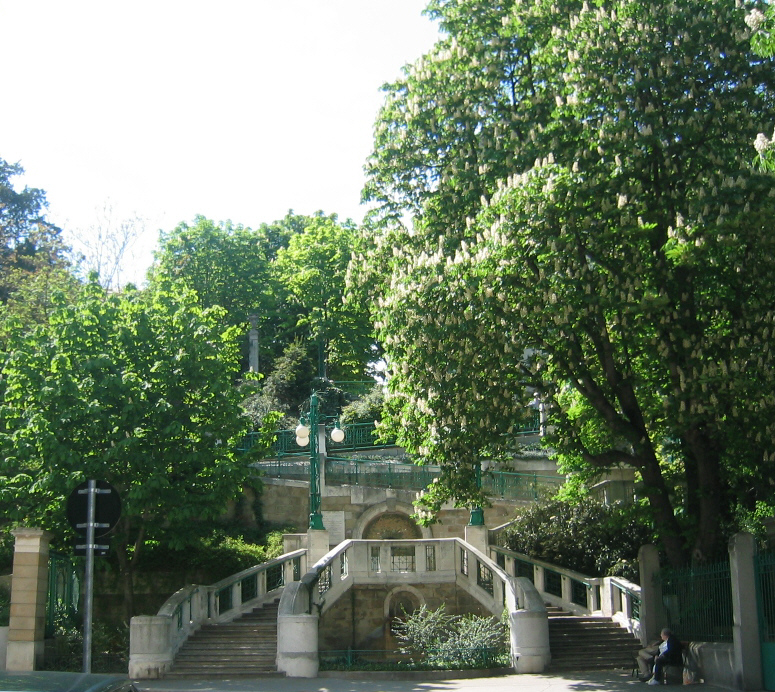
Strudlhofstiege, escalera simbólica de su novela Die Strudlhofstiege

Doderer, es a sus 52 años, un autor desconocido que busca cualquier medio para ganarse la vida. Para ello toma un curso de archivador y bibliotecario, con la esperanza de conseguir un puesto posteriormente. Ello le permite estar en contacto con muchos documentos de los carolingios y merovingios, lo que posteriormente le influirá a la hora de escribir su novela Die Merowinger oder die totale Familie.
En 1951 se publican Die erleuchteten Fenster y Die Strudlhofstiege oder Melzer und die Tiefe der Jahre. Esta última novela le va a traer un gran éxito de la crítica y del público. Al éxito de la novela pudo haber contribuido que su abundancia material y su exuberancia lingüística la contraponían a la literatura típica de posguerra, que utilizaba un estilo simple y un lenguaje directo.
Tras varios años de pausa retoma su trabajo de Die Dämonen. La novela, aún más larga que Die Strudlhofstiege, guarda mucha relación con ella. Es publicada finalmente en 1956 y es de nuevo muy aclamada.
En 1953 publica Das letzte Abenteuer.
El reconocimiento que va obteniendo propicia que en 1958 reciba el premio Große Österreichischen Staatspreis, concedido anualmente a artistas austriacos de gran renombre. Por estas fechas comienza su Roman No. 7, basada en la Sinfonía número 7 de Ludwig van Beethoven y que estaba previsto que estuviese compuesta de cuatro partes. En 1960 tiene que operarse de la garganta, como consecuencia de un gran consumo de alcohol y nicotina a lo largo de su vida. En 1962 se publica su novela Die Merowinger oder Die totale Familie, que, pese a presentar una figuras grotescas y un ambiente violento que chocó a la crítica, tuvo muy buenas ventas.
En 1963 se publica la primera parte de Roman No. 7, Die Wasserfälle von Slunj.
Sin embargo, no podrá acabar el proyecto de Roman No. 7. En 1966 fallece Doderer de un cáncer de intestino tardíamente descubierto. La segunda parte de Roman No. 7, inacabada, se publicó en 1967 a modo póstumo bajo el título de Der Grenzwald.

## Doderer y las mujeres
La actitud de Doderer hacia las mujeres es extraña. Aunque se casó en dos ocasiones, con Auguste Hasterlik y con Emma Maria Thoma, en ninguno de los casos llegó a compartir techo con sus esposas. En ambos casos continuó viviendo como un soltero en su propio domicilio. En el caso de Emma Maria Thoma, ésta continuó viviendo en Baviera, mientras Doderer volvía a Viena, y sólo asumía el rol de marido durante las visitas que podía permitirse.
La mayoría de los personajes femeninos representados en las novelas de Doderer no son las típicas “rubias tontas”, sino elegantes, vivaces, y caprichosas mujeres, muy seguras de sí mismas, en claro contraste con el ideal de mujer imperante en la época

## Estilo
Como no podía ocurrir de otra forma, y al igual que les ocurrió a todos los hombres de su generación, las vivencias que experimentó en las dos guerras mundiales, unidas a los dos cautiverios como prisionero de guerra y a la visión de un mundo en decadencia, que se está desmoronando (en mayor medida en el caso de Austria que en el resto de Europa, ya que con el transcurso de la Primera Guerra Mundial, Austria pasará de ser un gran imperio europeo orgulloso de su tradición histórica a un pequeño país sin acceso al mar nostálgico de tiempos mejores) marcará no solamente el desarrollo del resto de su vida, sino también sus temas y estilo.
Las novelas y narraciones de Doderer muestran una mirada crítica de la sociedad vienesa, para la que se basaba en las impresiones y vivencias de la vida diaria que iba anotando en sus diarios. Muestra un gran dominio del idioma, en ocasiones demasiado violento, y una virtuosa técnica narrativa.
Heimito von Doderer se centra en lo cotidiano de la vida vienesa, creando personajes en los más diversos ambientes, que se ven afectados por un destino inexorable y por la irrupción del caos en sus vidas personales.
Es el escritor que como nadie ha pintado a su querida Viena, a su historia y a sus gentes.
Un atractivo más para los lectores de Doderer es el reconocimiento de las personas y de lugares mencionados en sus libros, especialmente lugares como las montañas de Semmering y los barrios de Döbling y Alsergrund, donde Doderer vivió varios años. Mención especial hay que hacer a Die Strudlhofstiege (Escaleras de Strudlhof), situada en Alsergrund y en la que se encuentra una placa con el poema con el que se abre la obra y el nombre de Heimito von Doderer.

## Importancia y legado
Ya se ha dicho que Doderer ha sido uno de los principales novelistas de la posguerra, dominando la escena literaria austriaca de los años 50 y 60. En Austria se le ha llegado a colocar, en ocasiones, a la altura de Robert Musil.
Tras la publicación de Die Strudlhofstiege (1951) y de novelas posteriores como Die Dämonen (1956) y Die Waserfälle von Slunj (1963) se le aseguró la reputación de ser uno de los grandes novelistas de la posguerra, y considerándosele el cronista por excelencia de Viena.
Su influencia sobre los escritores jóvenes austriacos de su época ha sido notable.
La importancia de Doderer ha dado lugar a la creación de una sociedad con su nombre (Doderer Gesellschaft) así como un premio literario nombrado tras él, concedido a autores en lengua alemana cuyas obras se inscriban en la tradición de Doderer, a través de una alta sensibilidad y originalidad del lenguaje.
Recibió en 1957 el Großer Österreichischer Staatspreis y en 1964 también fue reconocido en Alemania a través del Großer Preis der Bayerischen Akademie der Schönen Künste. Su adhesión al partido nazi podría haber sido uno de los motivos por los que nunca recibió el Premio Nobel. 

## Recepción en España
Pese a la importancia y reconocimiento de Heimito von Doderer como escritor de la Posguerra, en España sólo se han traducido cuatro de sus obras. Así nos encontramos con dos ediciones de Un asesinato que todos cometemos (Ein Mord, den jeder begeht) (la más reciente de Acantilado, en 2011), una edición de Las escaleras de Strudlhof (Die Strudlhofstiege) y otra de Los Demonios, publicada por Acantilado. En 2013, esta misma editorial ha publicado Relatos breves y microrrelatos.

## Principales obras
·	1923: Gassen und Landschaft: Colección de poemas.
·	1924: Die Bresche
·	1930: Das Geheimnis des Reichs
·	1930: Der Fall Gütersloh: Ensayo acerca de las teorías artísticas que tenía el pintor Albert Paris Gütersloh, con quien Heimito compartió piso en Viena.
·	1938: Un asesinato que todos cometemos (Ein Mord, den jeder begeht): Se trata de su primera novela importante. Estamos ante una novela de formación escondida dentro de una novela policíaca. Es una lectura compleja en la que se advierte la presencia de distintas teorías psicológicas importantes para el autor.
·	1940: Ein Umweg
·	1951: Die erleuchteten Fenster oder die Menschwerdung des Amtsrates Julius Zihal

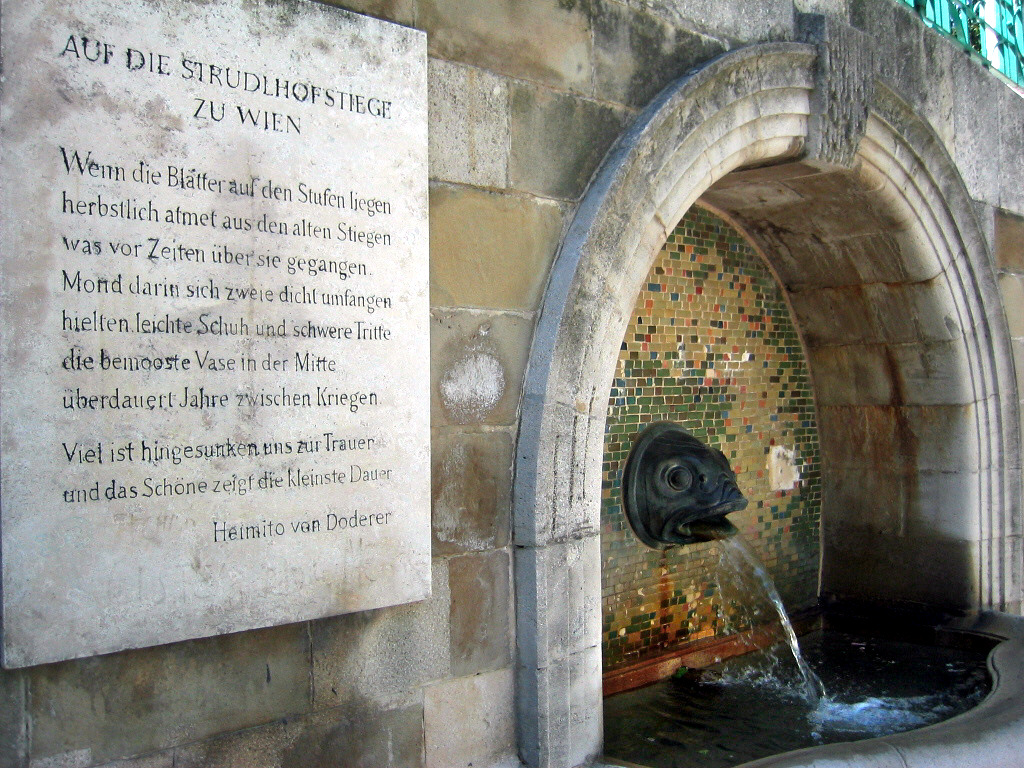
Placa en Strudlhofstiege con el poema que aparece al principio de la novela homónima.

·	1951: Las escaleras de Strudlhof (Die Strudlhofstiege oder Melzer und die Tiefe der Jahre): La escalera estilo Jugendstil, situada en el noveno barrio de Viena (Alsergrund) sirve de título y de símbolo para representar la transformación de la sociedad vienesa entre 1910 y 1925, entrelazando una gran variedad de historias con la de Melzer, hombre sencillo y sin pretensiones en el proceso de adquirir su madurez.
·	1953: Das letzte Abenteuer
·	1956: Die Dämonen. Nach der Chronik des Sektionsrates Geyrenhoff: Esta gran novela histórica relativa a los sucesos alrededor del incendio del Ministerio de Justicia de Viena en 1927, reflejan la forma de vida austríaca y a la rica y cultivada sociedad vienesa de la Ringstrasse de la época, compartiendo diversos personajes con Die Strudlhofstiege. 
·	1957: Ein Weg im Dunkeln
·	1962: Die Merowinger oder die totale Familie: Esta novela le trajo en 1962 de nuevo la atención literaria. La novela, una comedia grotesca, trata sobre Childerico III, último rey de la dinastía de los merovingios, que mediante unos extraños y complicados sistemas de matrimonios, intenta colocarse en distintas posiciones familiares (convirtiéndose así en su abuelo, en su tío, en su sobrino).
·	1963: Roman Nr.7/1. Die Wasserfälle von Slunj: Publicada tres años antes de su muerte, la historia está basada en la Viena de 1870, donde comienza a notarse Revolución Industrial. La familia de los Clayton, empresarios ingleses, se asienta en Viena para abrir una planta de producción de máquinas, donde los personajes van involucrándose en la vida vienesa.
·	1964: Tangenten. Tagebuch eines Schriftstellers 1940 – 1950: Diario de Heimito von Doderer.
·	1967: Roman Nr.7/2. Der Grenzwald: Inacabada y publicada a modo póstumo.